# Кейв, Хью Барнетт
Хью Барнетт Кэйв (11 июля 1910, Честер, Англия — 27 июня 2004, Виро-Бич, Флорида) — английский писатель, работавший в жанрах научной фантастики и хоррора.

## Биография
Когда ему ещё не исполнилось и пяти лет, вместе с семьёй эмигрировал в Америку. В 1929, будучи редактором отраслевых журналов, он продал свой первый рассказ «Остров божьего суда» (Island Ordeal) журналу «сенсационных» рассказов Brief Stories. Кэйв показал себя изобретательным и плодовитым писателем и вскоре стал постоянным сотрудником таких изданий, как Strange Tales, Weird Tales, Black Book Detective, Thrilling Mysteries, Horror Stories, Terror Tales.
Затем он стал проводить зимы на Гаити и Ямайке, и после того, как написал несколько высоко оценённых читателями книг о путешествиях и ряд новелл об этих двух странах Карибского бассейна, его фантастика начала регулярно появляться в The Saturday Evening Post и многих других «глянцевых» журналах.
В 1977 году издательство Карла Эдварда Вагнера Carcosa опубликовало увесистый том лучших «рассказов ужаса» Кэйва «Марджанстрамм и другие» (Margunstrumm and Others), получивший всемирную премию фэнтези как лучший сборник, и Кэйв вернулся к этому жанру с рассказами, напечатанными в «Шёпотах» (Whispers) и «Фантастических историях» (Fantasy Tales), за которыми последовал ряд современных романов ужаса: «Легион Мертвецов», «Туманный ужас», «Зло», «Тени зла», «Апостолы страха», «Бездна», «Око Люцифера», «Остров шептунов», «Рассвет», «Зло возвращается» и «Неугомонный мертвец».
С 1932 года и до своей смерти в 1997 году Кейв много переписывался с коллегой-писателем Карлом Ричардом Якоби. Отрывки из этой переписки можно найти в мемуарах Кейва «Журналы, которые я помню». В 1930-е годы Кейв жил в Потаксет, штат Род-Айленд, но никогда не встречался с Г.Ф. Лавкрафтом, жившим в соседнем городе Провиденс. Двое писателей вели переписку (не сохранившуюся) по поводу этики и эстетики написания статей для бульварных журналов. По крайней мере две истории Кейва связаны с «Мифами о Ктулху» Лавкрафта – «Остров темной магии» и «Дозор смерти».
За свою писательскую карьеру, растянувшуюся на восемь немыслимых десятилетий, Кэйв получил немало наград. В «Arkham House» вышла биография писателя под редакцией Милта Томаса, озаглавленная «Пещера тысячи историй».